# Opowiedz mi bajkę
Opowiedz mi bajkę – amerykański internetowy serial telewizyjny (dramat, thriller psychologiczny) wyprodukowany przez Resonant, Outerbanks Entertainment oraz Kapital Entertainment, który jest adaptacją hiszpańskiego serialu Érase una vez stworzonego przez Marcosa Osorio Vidala, Gustavo Malajovicha i Hernana Goldfrida. Serial jest emitowany od 31 października 2018 roku przez CBS All Access, a w Polsce jest udostępniony 8 listopada 2018 przez HBO GO, a następnie emitowany na kanale HBO 3 od 5 stycznia 2019.
Fabuła pierwszego sezonu serialu jest oparta na trzech baśniach: Trzy małe świnki, Czerwony Kapturek oraz Jaś i Małgosia, a drugiego na opowieściach: Kopciuszek, Piękna i Bestia i Śpiąca królewna.

## Obsada

### Główna
- James Wolk jako Jordan Evans[4]
- Billy Magnussen jako Nick[5]
- Dania Ramirez jako Hannah Porter[6]
- Danielle Campbell jako Kayla Sherman[7]  / Olivia Moon
- Dorian Crossmond Missick jako Sam[8]
- Sam Jaeger jako Tim Sherman[9]
- Davi Santos jako Gabe[10]
- Michael Raymond-James jako Mitch Longo[11]
- Zabryna Guevara jako Renee Garcia[8]
- Paul Wesley jako Eddie[12] / Tucker Reed
- Kim Cattrall jako Colleen Sherman[13]
- Carrie-Anne Moss jako Rebecca Pruitt
- Natalie Alyn Lind jako Ashley Rose Pruitt
- Eka Derville jako Beau Morris
- Ashley Madekwe jako Simone Gerland
- Matt Lauria jako Jackson Pruitt
- Odette Annable jako Maddie Pruitt

### Role drugoplanowe
- Spencer Grammer jako Beth
- Rarmian Newton jako Ethan Davies[11]
- Paulina Singer jako Laney Reed[14]
- Luke Guldan jako Billy
- Justine Cotsonas jako Carla
- Jennifer Ikeda jako Rita
- Sanji De Silva
- Dan Amboyer jako Blake
- Sydney James Harcourt
- Claire Saunders jako Vicki

### Gościnne występy
- Becki Newton jako Katrina
- Kurt Yaeger jako Terry[11]
- James Martinez jako Olsen

## Odcinki
| Sezon | Odcinki | Oryginalna emisja w CBS All Access | Oryginalna emisja w CBS All Access | Emisja w Polsce HBO 3 | Emisja w Polsce HBO 3 |
| Sezon | Odcinki | Premiera sezonu                    | Finał sezonu                       | Premiera sezonu       | Finał sezonu          |
| ----- | ------- | ---------------------------------- | ---------------------------------- | --------------------- | --------------------- |
| 1     | 10      | 31 października 2018               | 3 stycznia 2019                    | 5 stycznia 2019       | 2019                  |

### Sezon 1 (2018-2019)
| Nr | Tytuł                   | Reżyseria           | Scenariusz                           | Premiera w CBS All Access | Premiera w HBO 3 |
| -- | ----------------------- | ------------------- | ------------------------------------ | ------------------------- | ---------------- |
| 1  | Chapter 1: Hope         | Liz Friedlander     | Kevin Williamson                     | 31 października 2018      | 5 stycznia 2019  |
| 2  | Chapter 2: Loss         | Liz Friedlander     | Eduardo Javier Canto, Ryan Maldonado | 8 listopada 2018          | 12 stycznia 2019 |
| 3  | Chapter 3: Greed        | Mark Tonderai       | Hollie Overton                       | 15 listopada 2018         | 19 stycznia 2019 |
| 4  | Chapter 4: Rage         | Mark Tonderai       | Kim Clements                         | 22 listopada 2018         | 26 stycznia 2019 |
| 5  | Chapter 5: Madness      | Solvan "Slick" Naim | Heather Zuhlke                       | 29 listopada 2018         | 5 lutego 2019    |
| 6  | Chapter 6: Guilt        | Jeff T. Thomas      | Mary Leah Sutton                     | 6 grudnia 2018            | 12 lutego 2019   |
| 7  | Chapter 7: Betrayal     | Millicent Shelton   | Andrea Thornton Bolden               | 13 grudnia 2018           | 19 lutego 2019   |
| 8  | Chapter 8: Truth        | John Stuart Scott   | Steve Stringer                       | 20 grudnia 2018           | 26 lutego 2019   |
| 9  | Chapter 9: Deception    | Adam Davidson       | Heather Zuhlke                       | 27 grudnia 2018           | 5 marca 2019     |
| 10 | Chapter 10: Forgiveness | Craig Zisk          | Kevin Williamson, Mary Leah Sutton   | 3 stycznia 2019           | 12 marca 2019    |

Sezon 2 (2019- )
| Nr | Tytuł           | Reżyseria         | Scenariusz                                      | Premiera w CBS Akk Access | Premiera w HBO 3 |
| -- | --------------- | ----------------- | ----------------------------------------------- | ------------------------- | ---------------- |
| 1  | The Curse       | Jeff T. Thomas    | Kevin Williamson                                | 5 grudnia 2019            |                  |
| 2  | Writer's Block  | Solvan Naim       | Kevin Williamson, Steve Stringer                | 12 grudnia 2019           |                  |
| 3  | Family Business | Anne Hamilton     | Sylvia L. Jones                                 | 19 grudnia 2019           |                  |
| 4  | Number One Fan  | David Grossman    | Hollie Overton                                  | 26 grudnia 2019           |                  |
| 5  | New Pages       | Jeff T. Thomas    | Treena Hancock, Melissa R. Byer                 | 2 stycznia 2020           |                  |
| 6  | Lost and Found  | Millicent Shelton | Mark Hudis                                      | 9 stycznia 2020           |                  |
| 7  | Thorns and All  | Jeff T. Thomas    | Mary Leah Sutton                                | 16 stycznia 2020          |                  |
| 8  | Sweet Dreams    | Kevin Tancharoen  | Brian Millikin                                  | 23 stycznia 2020          |                  |
| 9  | Favorite Son    | Jeff T. Thomas    | Treena Hancock, Melissa R. Byer, Hollie Overton | 30 stycznia 2020          |                  |
| 10 | Ever After"     | Jeff T. Thomas    | Mark Hudis, Michael Peterson                    | 6 lutego 2020             |                  |

## Produkcja
2 grudnia 2017 roku stacja CBS All Access ogłosiła zamówienie pierwszego sezonu serialu. W maju 2018 roku poinformowano, że Billy Magnussen i Kim Cattrall dołączyli do obsady.
W kolejnym miesiącu ogłoszono, że Danielle Campbell, Paul Wesley, James Wolk i Dania Ramirez zagrają w thrillerze.
W lipcu 2018 roku obsada serialu powiększyła się o: Davisa Santosa, Zabryna Guevara i Doriana Crossmonda Missicka.
W następnym miesiącu poinformowano, że Michael Raymond-James, Kurt Yaeger, Rarmian Newton oraz Paulina Singer dołączyli do obsady dramatu. 17 grudnia 2018 roku CBS All Access ogłosiła zamówienie drugiego sezonu.